# Govrlevo
Govrlevo (en macédonien Говрлево) est un village du nord de la Macédoine du Nord, situé dans la municipalité de Sopichté. Le village comptait 30 habitants en 2002. Il se trouve au pied du versant sud du mont Vodno.

## Démographie
Lors du recensement de 2002, le village comptait :
- Macédoniens : 28
- Serbes : 2